# Archiprezbiterat Gràcia (Archidiecezja Barcelony)
Archiprezbiterat Gràcia – jeden z 21 archiprezbiteratów archidiecezji Barcelony w Hiszpanii. 
Według stanu na marzec 2019 w jego skład wchodziło 10 parafii rzymskokatolickich. 

## Lista parafii
Źródło:
| Lp. | Miejscowość | Parafia                                     | Grafika | Kościół                                                  | Adres                                    |
| --- | ----------- | ------------------------------------------- | ------- | -------------------------------------------------------- | ---------------------------------------- |
| 1   | Barcelona   | Parafia Ciała Chrystusa                     |         | Kościół Ciała Chrystusa w Barcelonie                     | Bailèn 175, 08037 Barcelona              |
| 2   | Barcelona   | Parafia Najświętszej Maryi Panny z La Salut |         | Kościół Najświętszej Maryi Panny z La Salut w Barcelonie | Clavell 6, 08024 Barcelona               |
| 3   | Barcelona   | Parafia Najświętszej Maryi Panny z El Coll  |         | Kościół Najświętszej Maryi Panny z El Coll w Barcelonie  | Santuari 30, 08032 Barcelona             |
| 4   | Barcelona   | Parafia św. Karola Boromeusza               |         | Kościół św. Karola Boromeusza w Barcelonie               | Sant Lluís 89-93, 08024 Barcelona        |
| 5   | Barcelona   | Parafia św. Jana Chrzciciela                |         | Kościół św. Jana Chrzciciela w Barcelonie                | Santa Creu 2, 8024 Barcelona             |
| 6   | Barcelona   | Parafia św. Jerzego                         |         | Kościół św. Jerzego w Barcelonie                         | Viaducte de Vallcarca 7, 08023 Barcelona |
| 7   | Barcelona   | Parafia św. Michała de Sanctis              |         | Kościół św. Michała de Sanctis w Barcelonie              | Escorial 163, 08024 Barcelona            |
| 8   | Barcelona   | Parafia Najświętszej Maryi Panny            |         | Kościół Najświętszej Maryi Panny w Barcelonie            | Sant Pere Màrtir 5, 08012 Barcelona      |
| 9   | Barcelona   | Parafia św. Teresy od Dzieciątka Jezus      |         | Kościół św. Teresy od Dzieciątka Jezus w Barcelonie      | Via Augusta 68, 08006 Barcelona          |
| 10  | Barcelona   | Parafia Dziewicy Maryi i św. Józefa         |         | Kościół Dziewicy Maryi i św. Józefa w Barcelonie         | Pl. Lesseps 25, 08023 Barcelona          |